# The Beach
The Beach er en britisk-amerikansk film instrueret af Danny Boyle fra 2000. Manuskriptet er skrevet af John Hodge og baseret på Alex Garlands roman af samme navn fra 1996.

## Medvirkende
- Leonardo DiCaprio som Richard
- Tilda Swinton som Sal
- Virginie Ledoyen som Françoise
- Guillaume Canet som Étienne
- Robert Carlyle som Daffy
- Paterson Joseph som Keaty
- Lars Arentz-Hansen som Bugs
- Daniel Caltagirone som Unhygienix
- Staffan Kihlbom, Jukka Hiltunen, og Magnus Lindgren som Christo, Karl, og Sten
- Victoria Smurfit som vejrpige
- Zelda Tinska og Lidija Zovkic som Sonja og Mirjana
- Samuel Gough som Guitarman
- Peter Youngblood Hills og Jerry Swindall som Zeph og Sammy
- Saskia Mulder og Simone Huber som Hilda and Eva
- Peter Gevisser som Gregorio
- Abhijati 'Meuk' Jusakul som lederen af cannabisdyrkerne

## Produktion
Filmen blev hovedsagelig optaget på Ko Phi Phi Leh, som er den næststørste af Phi Phi-øerne. Vandfalds-scenen blev optaget i Khao Yai Nationalpark.